# Романов, Юрий Александрович (дипломат)
Ю́рий Алекса́ндрович Рома́нов (род. 13 декабря 1945) — российский дипломат. Чрезвычайный и полномочный посол (2012).

## Биография
Окончил МГИМО (1969) и Высшие дипломатические курсы при Дипломатической академии МИД России (2000). На дипломатической работе с 1969 года.
- В 1991—1993 годах — генеральный консул России в Дебрецене (Венгрия).
- В 1994—2001 годах — старший советник, начальник отдела, заместитель директора Департамента по связям с субъектами Федерации МИД России.
- С 4 июня 2001 по 16 февраля 2006 года — чрезвычайный и полномочный посол Российской Федерации на Мадагаскаре и Коморских Островах по совместительству[1][2][3].
- В 2006—2009 годах — заместитель директора Департамента безопасности МИД России.
- С 15 октября 2009 по 7 апреля 2014 года — чрезвычайный и полномочный посол Российской Федерации в Республике Конго[4][5]. Верительные грамоты вручил 26 марта 2010 года.

## Семья
Женат, имеет дочь и сына.

## Дипломатический ранг
- Чрезвычайный и полномочный посланник 2 класса (30 декабря 1996)[6]
- Чрезвычайный и полномочный посланник 1 класса (25 августа 2004)[7]
- Чрезвычайный и полномочный посол (10 февраля 2012)[8]